# Helicoprorodontidae
Famille
Les Helicoprorodontidae sont une famille de Ciliés de la classe des Gymnostomatea et de l'ordre des Haptorida.

## Étymologie
Le nom de la famille vient du genre type Helicoprorodon, dérivé du grec ἕλιξ / helix, « spirale », et prorodon, par allusion au genre Prorodon Ehrenberg, 1833, littéralement « Prorondon spiralé », en référence aux « spires que décrit une cinétie somatique autour du cytostome (orifice bucal) de l'organisme ».
Prorodon dérive du grec προ / pro, « devant », et ὀδών / odōn, « dent », littéralement « qui a des dents sur l'avant ».

## Description
En 1933 Kahl a décrit un cilié géant en forme de ver qu’il nomma Chaenea gigas, par la suite Fauré-Fremiet (1950) a remarqué les cinéties somatiques orales uniques chez cette espèce et a établi le genre Helicoprorodon, le nom de l’espèce devenant Helicoprorodon gigas (Kahl, 1933) Fauré-Fremiet, 1950.
D'après Faure-Fremiet Helicoprorodon gigans est un grand cilié vermiforme contractile, atteignant 2,5 mm de longueur lorsqu'il est étendu et 1 mm lorsqu'il est contracté. Son appareil pharyngé est un panier apical tubulaire, effilé vers l'arrière, d'environ 50 à 60 μm de long et d'environ 8 à 10 μm de large. L'une des cinéties somatiques fait environ deux tours autour du cytostome le long d'une spirale serrée, constituée d'une crête cytoplasmique, les cinéties restantes n'atteignant pas le cytostome.

## Habitat et répartition
Le Helicoprorodontidae sont des ciliés marins assez répandus sur toutes les mers du globe,.

## Liste des genres
Selon GBIF (22 décembre 2022) :
- Apotrachelotractus Long, Song & Warren, 2009
- Helicoprorodon Fauré-Fremiet, 1950[4]
- Trachelotractus Foissner, 1997

## Systématique
Le nom valide de ce taxon est Helicoprorodontidae Small & Lynn, 1985 .